# Apodanthera cucurbitoides
Apodanthera cucurbitoides là một loài thực vật có hoa trong họ Cucurbitaceae. Loài này được Lundell mô tả khoa học đầu tiên năm 1945.